# Aleksej Barkalov
Aleksej Stepanovitj Barkalov (ryska: Алексей Степанович Баркалов; ukrainska: Олексій Степанович Баркалов, Oleksij Stepanovytj Barkalov), född 18 februari 1946 i Vvedenka i Charkov oblast, Ukrainska SSR, Sovjetunionen, död 9 september 2004 i Kiev, Ukraina, var en sovjetisk vattenpolospelare. Han tog OS-guld 1972 och 1980 samt OS-silver 1968 med Sovjetunionens landslag.
Barkalov spelade åtta matcher och gjorde fjorton mål i den olympiska vattenpoloturneringen i Mexico City. I den olympiska vattenpoloturneringen i München spelade han åtta matcher och gjorde tio mål. Han spelade sex matcher och gjorde sex mål i den olympiska vattenpoloturneringen i Montreal där Sovjetunionen slutade på åttonde plats. 34 år gammal spelade han sedan åtta matcher och gjorde åtta mål i den olympiska vattenpoloturneringen i Moskva.
Barkalov tog VM-guld i samband med världsmästerskapen i simsport 1975 i Cali i Colombia. EM-guld tog han 1970 i Barcelona.
Barkalov valdes in i The International Swimming Hall of Fame 1993.